# Tapayúna
Tapayúna (Kajkwakhrattxi o Kajkwakhratxi, també pronunciat Tapajúna, Tapayúna: Kajkwakhrattxi kawẽrẽ [kajkʰwakʰʀ̥atˈtʃi kaˈw̃ẽɾẽ]) és una llengua del grup gê septentrional (família gê, tronc macro-gê) és parlada al Mato Grosso, Brasil pels Tapayúna (Kajkwakhrattxi).
El Tapayuna va viure històricament al riu Arinos, a la conca del Tapajós, entre Juruena i Aripuanã.:34–5 Van ser delmats a mitjans del segle XX a conseqüència de nombrosos conflictes amb colons brasilers, seringueiros i ramaders; s'estima que la seva població va disminuir un 90% fins a arribar a 41 individus el 1969,:36–40:9 cosa que s'ha caracteritzat com a etnocidi.:37–38 Els tapayúna supervivents foren llavors traslladat al Parc indígena del Xingu en algun moment entre el 1969 i el 1970, resultant en deu morts més. Al principi, es van quedar amb els kisêdjê, parlants d'un idioma estretament relacionat. :41–2 Més tard, molts tapayúna es van traslladar a la Terra Indígena Capoto-Jarina, on van anar a viure amb el subgrup Mẽtyktire dels kayapó, parlants d’una altra llengua gê septentrional, mẽbêngôkre.:42–3 Se suposa que la llengua tapayúna ha estat influïda tant pel kĩsêdjê com pel mẽbêngôkre.:51–5 El 2010 s'havia informat de 97 parlants a la vila Kawêrêtxikô (Capoto-Jarina). En contrast, només uns pocs ancians parlaven la llengua a la vila Ngôsôkô (Wawi), on els Kĩsêdjê eren majoria ètnica. El nombre de parlants a la vila Ngôjhwêrê (Wawi) és desconegut.
El tapayúna és estretament relacionat amb el Kĩsêdjê; plegats formen la branca Tapajós del gê septentrional.:7 El passat comú al riu Tapajós, compartit pels tapayúna i els kĩsêdjê, encara forma part de la seva història oral.:9 Les diferències fonològiques entre les llengües inclouen els reflexos del proto-gê septentrional *m/*mb, *mr/*mbr, *c (en aspiracions), *ñ (en codes), and *b (en síl·labes tòniques). En tapayúna, aquestes consonants són reflectides com w ([w̃]), nr ([ɾ̃]), t ([t̪]), j ([j]), i w ([w]), respectivament, mentre que el kĩsêdjê té m/mb, mr/mbr, s, n, i p a les mateixes paraules.:85, 91

## Fonologia

### Consonants
El tapayúna va innovar respecte al Proto-Tapajós mitjançant els canvis de so següents: 
- fusió de *t̪ʰ and *t̪ as t /t̪ʰ/;[6]:560
- *p > w /w/;[6]:560
- *m(b), *m(b)r > w /w̃/, nr /ɾ̃/;[3]:85
- *kʰj, *mbj > x /tʃ/, j /j/;[3]:85
- *-m, *-n, -ñ > /-p/, /-t/, /-j/.[3]:91

### Vocals
A continuació es mostra l'inventari de vocals del tapayuna (la representació ortogràfica es dona en cursiva; els caràcters de les barres representen els valors IPA de cada vocal).:64
| Oral  | Oral  | Oral  |       | Nasal | Nasal | Nasal |
| ----- | ----- | ----- | ----- | ----- | ----- | ----- |
| i /i/ | y /ɨ/ | u /u/ | ĩ /ĩ/ | ỹ /ɨ̃/ | ũ /ũ/ |       |
| ê /e/ | â /ə/ | ô /o/ | ẽ /ẽ/ |       | õ /õ/ |       |
| e /ɛ/ | à /ʌ/ | o /ɔ/ |       | ã /ɐ̃/ |       |       |
|       | a /a/ |       |       |       |       |       |

#### Vocals siharmòniques
Tapayúna té un fenomen pel qual s'insereix una viocal sinharmònica en paraules la forma subjacent de les quals acaba en consonant.:100 Les vocals epentetitzades són àtones, com a rowo [ˈɾɔwɔ] ‘jaguar’, tàgà [ˈtʌgʌ] ‘bird’, khôgô [ˈkʰogo] ‘wind’.